# 单柱石
单柱石也称立威岛，位于南沙群岛南部，是柏礁南端一海拔约4.6米的礁块，形似一根柱子，故中国渔民向称“单柱”。1935年中华民国出版的《水陆地图审查委员会会刊》第一期刊登的《中国南海各岛屿华英名对照表》公布的名称为“立沙礁”，1947年中华民国内政部方域司审定公布的名称为“立威岛”，1983年中华人民共和国中国地名委员会授权公布的标准名称为“单柱石”。西方文献一般称为“Lizzie Webber Reef”。